# Pareiorhina carrancas
Pareiorhina carrancas är en fiskart som beskrevs av Bockmann och Ribeiro 2003. Pareiorhina carrancas ingår i släktet Pareiorhina och familjen Loricariidae. Inga underarter finns listade i Catalogue of Life.